# 豬塊菌屬
豬塊菌屬（學名：Choiromyces）是塊菌科的一個屬，於1831年由義大利真菌學家卡羅·維塔迪尼發表描述，過去曾歸屬於盤菌科與地菇科，後來則基於分子證據被歸入塊菌科。本屬物種分布廣泛，常與樹木形成外菌根，共包含七種物種，其中模式種C. meandriformis在瑞典會被採集食用。有些觀點認為豬塊菌屬等不屬於塊菌屬的子囊菌門塊菌屬於假松露。
本屬物種的子實體為塊菌，產孢體有明顯的紋路條理，子囊呈棒狀至囊狀且以小柄著生於子囊果，成熟後不會開裂（indehiscent），梅澤試劑檢驗結果為陰性（即不含類澱粉蛋白）。子囊孢子通常呈球狀，顏色透明或黃棕色，表面有飾物。本屬因與塊菌屬外觀相似，在市場上常與之混淆，部分物種有時會被當成高價的塊菌數物種（如白松露菌）販售。

## 下属物种
本属包括以下物种：
- Choiromyces aboriginum Trappe, 1979，为Elderia arenivaga (Cooke & Massee) McLennan的异名
- 蜂窝孢猪块菌 Choiromyces alveolatus (Harkn.) Trappe[6]
- Choiromyces cerebriformis T.J.Yuan, S.H.Li & Y.Wang
- Choiromyces cookei Gilkey
- Choiromyces ellipsosporus Gilkey, 1925，为Hydnotryopsis setchellii Gilkey的异名
- Choiromyces gangliformis Vittad., 1831
- 贺兰瘤孢地菇菌 Choiromyces helanshanensis Juan Chen & P.G.Liu[2]
- Choiromyces meandriformis Vittad.[7]
- 四川猪块菌 Choiromyces sichuanensis S.P. Wan, Ran Wang & F.Q. Yu 2022[8]
- Choiromyces tetrasporus Velen.
- 充脉猪块菌 Choiromyces venosus (Fr.) Th.Fr.[6]（C. venosus）：普遍被認為與C. meandriformis是同種